# خريف آدم (فلم)
خريف آدم فيلم مصري أنتج عام 2002 وعرض عام 2005.

## قصة الفيلم
تدور أحداث الفيلم في جنوب مصر على مدى عشرين عاما مابين عامي 1948 و1968 وهي ليست مجرد اعوام بحساب السنين ولكنها سنوات حافلة بالمتغيرات العنيفة والحروب والهزائم في مصر والعالم العربي ولكن الوضع الساكن في إحدى قرى الصعيد لا يتغير ولا يهتز بل يثبت عند حالة من تصفية حسابات الماضي حيث ينتظر آدم اللحظة المناسبة للأخذ بالثأر لمصرع ابنه أثناء حفل زفافه ولا يحيا الا من أجل هذه الفكرة التي تسيطر عليه تماما وسط أحداث دامية لقرية تصدر الشهداء والقتلى وتنطوي على نفسها بمعزل عن العالم

## بطولة
- هشام عبد الحميد
- سوسن بدر
- حسن حسني
- جيهان فاضل
- سعاد نصر
- لطفي لبيب
- أحمد عزمي
- مجدي بدر
- سري النجار
- أحلام الجريتلي
- هدى هاني

## روابط خارجية
- مقالات تستعمل روابط فنية بلا صلة مع ويكي بيانات